# Pulmão folhoso

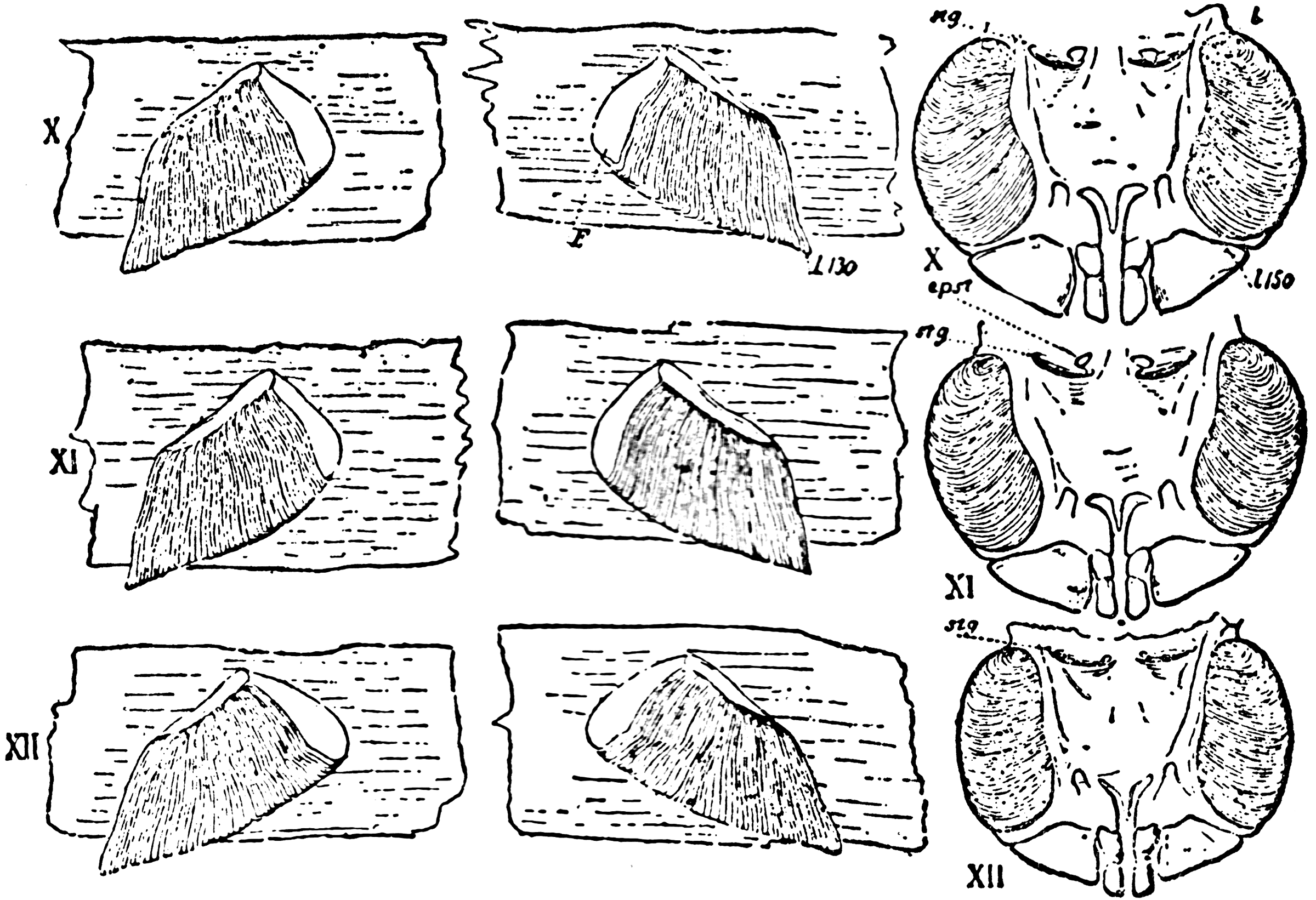
Ilustração de pulmão folhoso

Em zoologia, chama-se pulmão folhoso ou foliáceo ou ainda filotraquéia a um órgão da respiração das aranhas e outros aracnídeos formado por uma série de lâminas do tecido do sistema respiratório do animal.
As lâminas deste órgão, localizado na parte inferior do abdómen (ou opistossoma), encontram-se cheias de hemolinfa que, em contacto com o ar, permitem a troca de gases.